# Landesbibliothek Mecklenburg-Vorpommern Günther Uecker
Die Landesbibliothek Mecklenburg-Vorpommern Günther Uecker in Schwerin ist die Regionalbibliothek für das Land Mecklenburg-Vorpommern.

## Geschichte
Im Jahr 1779 wurde die Herzogliche Regierungsbibliothek gegründet. Nach Auflösung der Länder 1952 fungierte sie seit 1969 als Wissenschaftliche Allgemeinbibliothek für den Bezirk Schwerin mit Sammlungsauftrag auch für die Bezirke Rostock und Neubrandenburg. 1990 wurde sie umbenannt in Mecklenburgische Landesbibliothek. Eine erneute Umbenennung in Landesbibliothek Mecklenburg-Vorpommern erfolgte 1995. Am 1. Januar 2006 ist die Landesbibliothek in das Landesamt für Kultur und Denkmalpflege überführt worden. Den Namenszusatz Günther Uecker trägt sie zur Ehrung des Künstlers seit dem 10. März 2015. Als außergewöhnlich gilt der 2010 gemachte Fund des Mecklenburgischen Planschatzes.

## Medienbestände
Mit 805.000 Bestandseinheiten ist die Landesbibliothek Mecklenburg-Vorpommern heute nach der Universitätsbibliothek Rostock und der Universitätsbibliothek Greifswald die drittgrößte wissenschaftliche Bibliothek des Bundeslandes.
Die Landesbibliothek enthält als Pflichtexemplare gemäß Landespresserecht alle in Mecklenburg-Vorpommern erscheinenden Medien sowie die über das Bundesland bzw. über die zugehörigen historischen Territorien publizierten Werke, die in der Landesbibliographie Mecklenburg-Vorpommern erfasst und erschlossen werden. Bemerkenswert ist der Bestand der Musiksammlung von 71.000 Noten, darunter über 6.000 Notenhandschriften. Zu den weiteren Sondersammlungen der Landesbibliothek gehört die Sammlung Mecklenburgica, historische landeskundliche Literatur zu Mecklenburg, die Hennemannsche Stiftung im Bereich Medizin- und Naturgeschichte, die Ditmarsche Sammlung zum Gebiet der Rechtswissenschaften im 16. bis 19. Jahrhundert und die 150 Bände umfassende Schmidtsche Bibliothek mit knapp 6.000 Drucken und Handschriften vor allem des 17. und 18. Jahrhunderts. Auch mehrere tausend Personalschriften zu den bürgerlichen und adligen Familien Mecklenburgs sowie verschiedene Nachlässe, vier historische Musikinstrumente und eine Porträtsammlung zum Schweriner Künstler- und Theaterleben befinden sich in den Beständen der Landesbibliothek.
Die Recherche nach Literatur und Medien kann auf unterschiedliche Arten erfolgen: Sämtliche Medien sind im Online-Katalog verzeichnet und können von angemeldeten Bibliotheksnutzenden über das Online-Bestellsystem von zu Hause aus bestellt werden. Der Discovery-Service ist die moderne Alternative zum klassischen Online-Katalog. Die Landesbibliothek ist Teil des Gemeinsamen Bibliotheksverbund (GBV) und ihre Bestände sind im gemeinsamen Verbundkatalog (GVK) und im K10plus recherchierbar. Die Beschaffung nicht verfügbarer Literatur ist über die nationale und internationale Fernleihe, ein Zugriff auf elektronische Zeitschriften und Fachdatenbanken per Internet im Lesesaal möglich.

## Gebäude

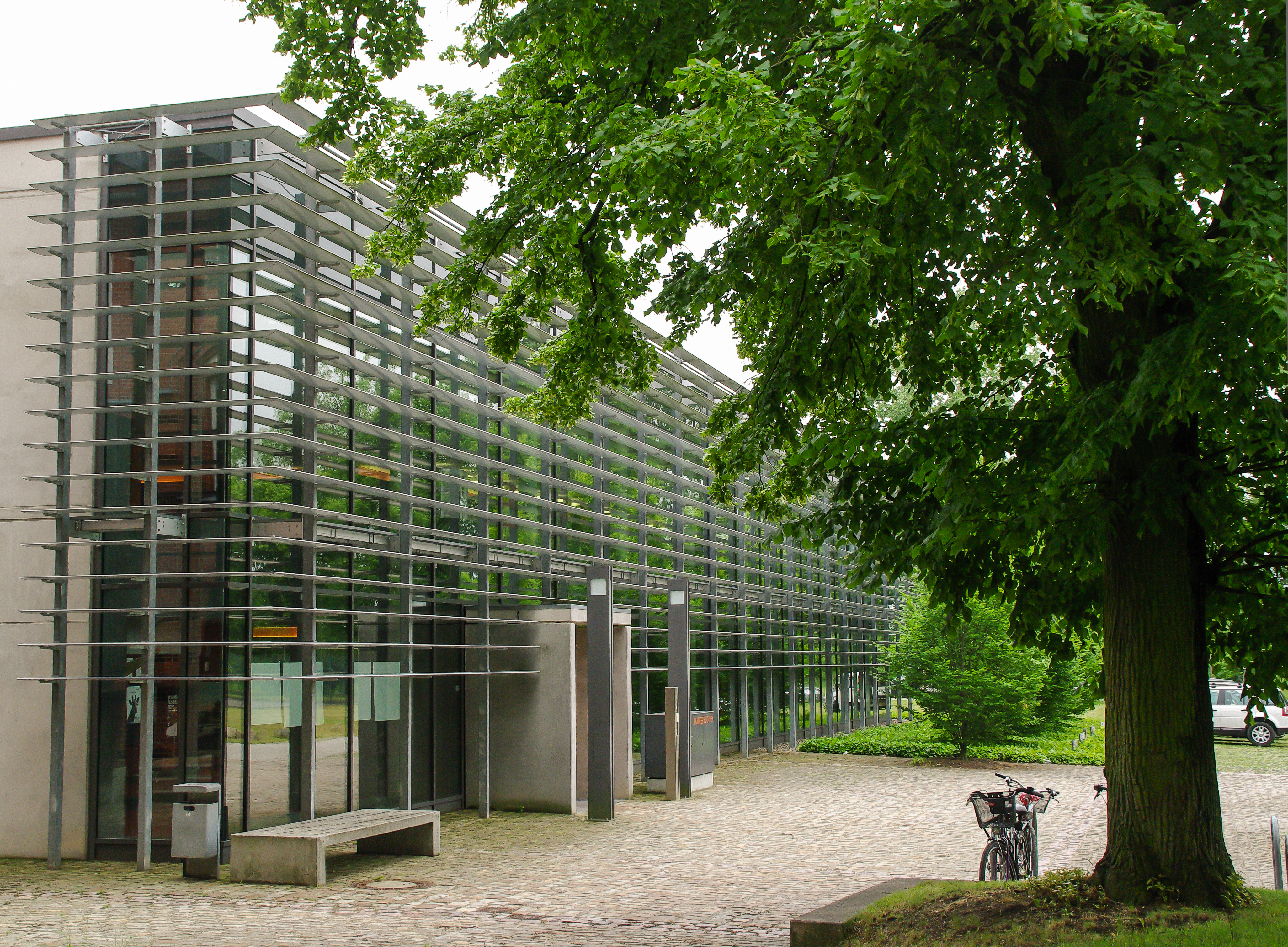
Landesbibliothek, Neubau

Nach mehreren Umzügen befindet sich die Bibliothek seit 2002 in Teilen und seit 2004 komplett in einem Gebäudekomplex unter der Anschrift Johannes-Stelling-Straße 29. Dieser besteht aus einem denkmalgeschützten Altbau der Neuen Artilleriekaserne und einem von 2002 bis 2004 errichteten Neubau. Beide Gebäude sind über eine Brücke miteinander verbunden. Der Altbau der Landesbibliothek ist Teil des Residenzensembles, welches am 27. Juli 2024 in die UNESCO-Welterbeliste aufgenommen wurde.

## Direktoren/Leitung
(Die angegebenen Jahre sind die des Direktorats.)
- Rolf-Jürgen Wegener (1994–2006)
- Frank Pille (2007–2023)
- Matthias Wehry (Leiter, 2024–)